# Lauren Bennett
Lauren Diane Bennett (Kent, Inglaterra, 23 de junio de 1989), conocida simplemente como Lauren Bennett, es una cantante y bailarina británica. Es conocida por ser una de las cinco integrantes originales del grupo femenino estadounidense G.R.L..

## Infancia
Lauren Bennet creció en Meopham, Kent, condado de Inglaterra y fue a la escuela de canto y baile de Tunbridge Wells. Participó en la versión inglesa de Factor X (serie 3) en 2006 donde después de llegar al Boot Camp, cayó eliminada.

## Trayectoria profesional

### Paradiso Girls (020072007–020102010)
Durante 3 años fue integrante del grupo pop Paradiso Girls. Inicialmente el grupo estaba formado por 7 chicas en 2007 pero en 2008 el número se redujo a 5. Cada una venía de un país diferente: Chelsea Korka de EE. UU., Aria Crescendo de Francia, Kelly Beckett de Barbados, Shar Mae Amo de Filipinas y la propia Lauren del Reino Unido. La banda firmó un contrato con Interescope Records. Su primer sencillo, Patron Tequila featuring Lil’ Jon and Eve, fue lanzado el 12 de mayo de 2009 y alcanzó la 3ª posición en las listas de EE. UU. (Hot Dance Club Play) y la 82 en las de Canadá (Canadian Hot 100). Después de que su segundo sencillo Who's My B*** no alcanzara éxito alguno, el grupo se tomó una pausa indefinida en 2010.

### Carrera en solitario y The Pussycat Dolls (020102010–presente)
Después de su experiencia con el grupo anterior se embarcó en una carrera musical en solitario. Colaboró en el remix de will.i.am I Got It from My Mama. También participó en la gira mundial Party Rock Tour con LMFAO. Posteriormente conoce a Cee Lo Green y la invita a colaborar en su álbum The Lady Killer , concretamente en la canción "Love Gun".
Al año siguiente se enrola en el éxito internacional "Party Rock Anthem" de LMFAO que conseguido más de 4 millones de descargas en EE. UU. y se mantuvo en el número uno durante 6 semanas consecutivas. 
Ejerce de modelo para ViolentLips.
Lauren continúa trabajando con Robin Antin en el segundo DVD de fitness de las Pussycat Dolls. Se confirmó oficialmente en la página oficial de Facebook de las Pussycat Dolls que Lauren y Vanessa Curry (ex Lakers Girl) son dos de los nuevos miembros del grupo. Kristal "Lyndriette" Smith, Tiffany "Taz" Zavala suenan también para formar parte del grupo. En una entrevista con Billboard.com en la alfombra roja de los American Music Awards, Lauren confirmó que sería parte del grupo, recientemente unido de nuevo. Esto la convierte en el primer miembro de la nueva línea que la coreógrafa Robin Antin afirmó que estaba en proceso de ser construida. "Estamos actualmente pensando en el grupo y trabajando en un álbum" dijo Bennett en referencia a las Pussycat Dolls.
Lauren sacó a la venta su primer sencillo en solitario "I Wish I Wish". fue lanzado el 21 de noviembre de 2011 vía Interscope Records. La canción, escrita por Esmée Denters y Billy Mann, fue producida por David Schuler.

## Discografía

### Sencillos
| Año  | Sencillo        | Formato          | Notas                              | Álbum |
| ---- | --------------- | ---------------- | ---------------------------------- | ----- |
| 2011 | "I Wish I Wish" | Descarga digital | Disponible en Amazon.com y iTunes. | TBA   |

### Como artista colaboradora
| Año  | Sencillo                                                         | Posiciones | Posiciones | Posiciones | Posiciones | Posiciones | Posiciones | Posiciones | Posiciones | Posiciones | Posiciones | Álbum                   |
| Año  | Sencillo                                                         | US         | US Dance   | CAN        | BEl (FL)   | AUS        | DEN        | FRA        | NZ         | IRE        | UK         | Álbum                   |
| ---- | ---------------------------------------------------------------- | ---------- | ---------- | ---------- | ---------- | ---------- | ---------- | ---------- | ---------- | ---------- | ---------- | ----------------------- |
| 2010 | "Love Gun" (Cree Lo Green featuring Lauren Bennett)              | Sólo Álbum | Sólo Álbum | Sólo Álbum | Sólo Álbum | Sólo Álbum | Sólo Álbum | Sólo Álbum | Sólo Álbum | Sólo Álbum | Sólo Álbum | The Lady Killer         |
| 2011 | "Party Rock Anthem" (LMFAO featuring Lauren Bennett & GoonRock). | 1          | 1          | 1          | 1          | 1          | 1          | 1          | 1          | 1          | 1          | Sorry for Party Rocking |